# Thorsten Spürgin
Thorsten Spürgin (* 9. Februar 1960 in Kiel) ist ein deutscher Sportler. Er war 1984 und 1986 als Amateurboxer Deutscher Meister im Halbschwergewicht.

## Laufbahn
Spürgin begann 1976 bei der SV Polizei Hamburg mit dem Boxsport. Er galt Ende der 1970er Jahre als das größte Boxtalent Hamburgs. Spürgin wurde zweimal deutscher Junioren-Vizemeister. 1980 gewann Spürgin Bronze bei der Militärweltmeisterschaft in Bagdad. Für Mühlheim und den BSK 27 Ahlen e.V. boxte er in der ersten Deutschen Bundesliga und wurde mit Ahlen mehrfach Deutscher Mannschaftsmeister. 1982 erreichte er im Einzel den Endkampf um die deutsche Amateurmeisterschaft im Mittelgewicht, verlor in Sindelfingen aber gegen Dieter Weinand. Später gewann Spürgin zwei deutsche Meistertitel im Halbschwergewicht. Im November 1984 bezwang er im Finale der deutschen Meisterschaft in Duisburg Markus Bott mit 5:0-Richterstimmen. Spürgin, der eine Lehre als Metzger durchlief, erlitt während des Kampfes eine Risswunde über dem Auge, gewann aber trotz der Verletzung. 1985 verlor er gegen Bott im Finale der in Mainz ausgetragenen deutschen Meisterschaft. Er warf Boxsportfunktionären und dem Bundestrainer eine Bevorteilung Botts vor, zwischen beiden Kämpfern entwickelte sich eine Rivalität, die laut der Tageszeitung Die Welt an „blanken Hass“ grenzte. Im November 1986 wurde Spürgin erneut deutscher Amateurboxmeister im Halbschwergewicht, wieder durch einen Sieg über Bott im Finale. Der Kampf wurde als „regelrechte Vernichtungsschlacht“ beschrieben, die „mit größter Verbissenheit und Härte“ geführt wurde und in der sich beide Sportler alles abverlangten. Im selben Monat gewann Spürgin ein internationales Turnier in Istanbul.
Spürgin war mehrere Jahre Mitglied der bundesdeutschen Nationalmannschaft in seiner Gewichtsklasse, nahm unter anderem an Länderkämpfen gegen Dänemark und die Vereinigten Staaten teil. Im März 1988 gewann er beim Chemiepokal in Halle die Bronzemedaille. Im Mai 1989 beendete er seine Laufbahn, boxte ab November 1989 aber wieder und nahm für die KG Hamburg an Kämpfen der Boxoberliga teil.

## Sonstiges
Am 15. Oktober 1990 wurde Spürgin, der eine Imbissstube betrieb, beim Fahrradfahren im Hamburger Stadtteil Eppendorf von einem Auto mit überhöhter Geschwindigkeit erfasst und schwer verletzt. Zwei Wochen vor dem Unfall hatte er einen Vertrag als Berufsboxer unterschrieben. Nach mehrwöchigem Koma steckte er sich trotz einer halbseitigen Lähmung noch während der Rehabilitation das Ziel, wieder einen Marathon zu laufen. Dieses Vorhaben setzte er Ende Oktober 1991 in die Tat um, nachdem er bereits 1989 am Hamburg-Marathon teilgenommen hatte. Er gewann im Bahnradsport im Zeitfahren fünf deutsche Meistertitel im Behindertensport. Ab Oktober 2004 brachte er sich als Boxtrainer in die Nachwuchsarbeit der Kaltenkirchener Turnerschaft ein.